# Hemiphractus proboscideus
Hemiphractus proboscideus és una espècie de granota que es troba a Colòmbia, l'Equador, Perú i, possiblement també, al Brasil.